# 埃吉訥山
46°04′31″N 07°55′48″E / 46.07528°N 7.93000°E

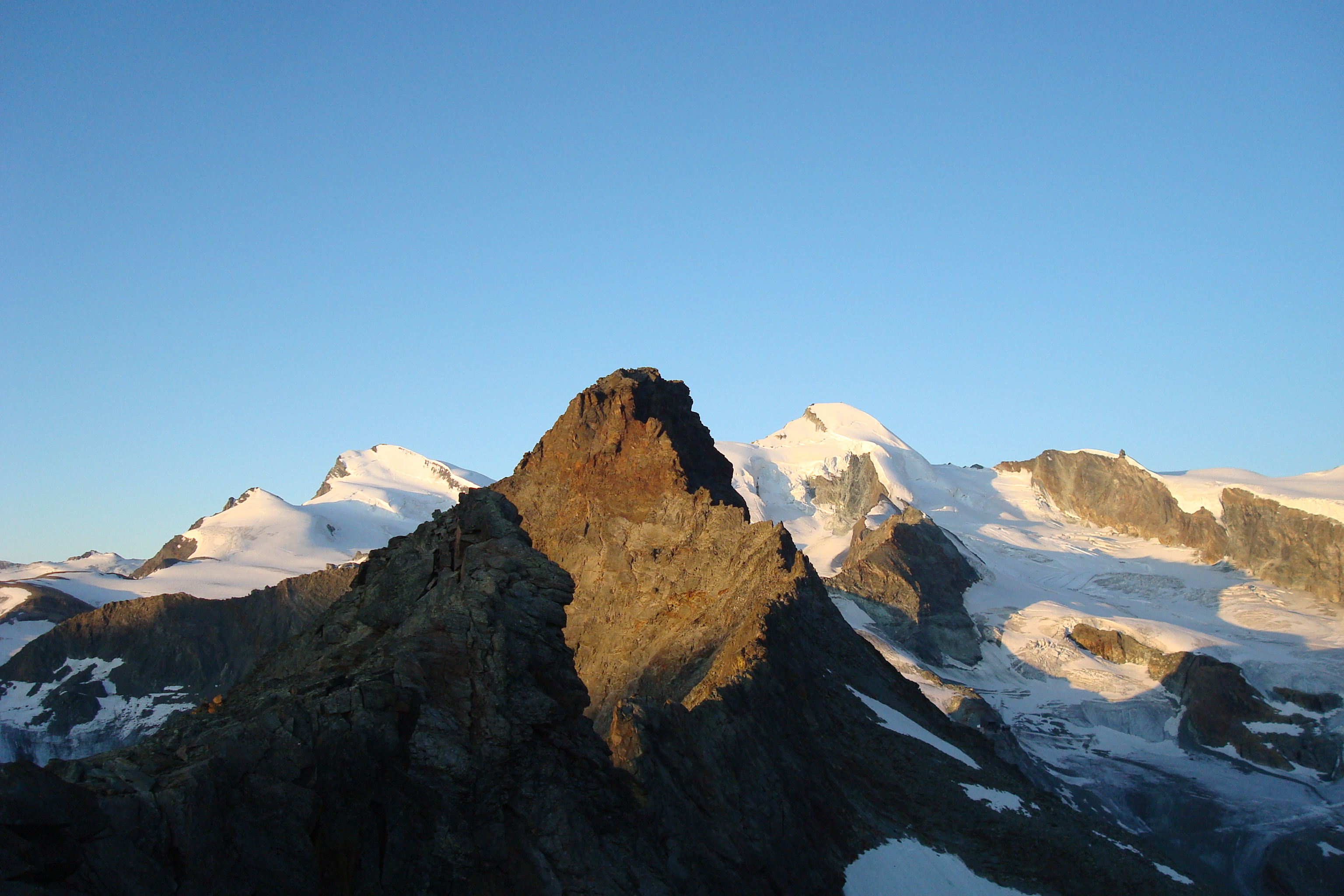

埃吉訥山（Egginer），是瑞士的山峰，位於該國西南部，由瓦萊州負責管轄，屬於本寧阿爾卑斯山脈的一部分，海拔高度3,367米，每年平均降雨量1,585毫米。